# Papagaio-de-hispaniola
O papagaio-de-hispaniola, papagaio-da-barriga-vermelha, papagaio-dominicano ou papagaio-haitiano (Amazona ventralis) (Amazona ventralis) é uma espécie de papagaio da família Psittacidae. Ele é encontrado na República Dominicana, Haiti, Porto Rico, e nas Ilhas Virgens Americanas.